# Marshall & Ross Von Erich
Marshall & Ross Von Erich, también conocidos como The Von Erichs, son un tag team de lucha libre profesional estadounidense, formado por los hermanos Marshall y Ross Adkisson. Son los hijos de Kevin Von Erich. Actualmente hacen apariciones en All Elite Wrestling (AEW) y su promoción hermana, Ring of Honor (ROH). En ROH, son dos tercios de los actuales Campeones Mundiales en Parejas de Seis Hombres de ROH con Dustin Rhodes. También son conocidos por su paso por Major League Wrestling (MLW), donde han sido Campeones Mundiales en Parejas.

## Carrera en la lucha libre profesional
Harían su debut en la lucha libre profesional el 20 de abril de 2012, perdiendo ante Jason Jones y Brian Breaker en la World League Wrestling en Sedalia, Misuri. La noche siguiente, los hermanos derrotaron a Jones y Breaker en Richmond, Misuri.  Los hermanos debutaron en Pro Wrestling NOAH el 22 de julio de 2012.
Más tarde, los hermanos hicieron su debut en la televisión nacional como parte del PPV Slammiversary XII de Total Nonstop Action Wrestling (TNA) el 15 de junio de 2014, derrotando a The BroMans por descalificación. También hicieron varias apariciones en Xplosion, incluido el episodio del 1 de abril de 2015, derrotando al equipo de Sonjay Dutt & John Yurnet. y perdiendo ante los miembros de The Revolution James Storm & Manik en el episodio del 1 de julio de 2015. Marshall y Ross luego tuvieron su revancha con The Revolution en el evento TNA One Night Only Gut Check el 15 de septiembre de 2015, siendo derrotados. Al vivir en Hawái, Ross y Marshall aparecieron y compitieron en Action Zone Wrestling en Oahu, Hawái y ganaron los campeonatos en parejas. En julio de 2017, Marshall y Ross, junto con su padre Kevin, lucharon en el Rage Megashow en Israel. En mayo de 2019, Ross y Marshall firmaron un contrato de varios años con Major League Wrestling (MLW). El 2 de noviembre de 2019, Marshall y Ross Von Erich derrotaron a The Dynasty (Maxwell Jacob Friedman & Richard Holliday) para convertirse en los nuevos Campeones Mundiales en Parejas de MLW en MLW Saturday Night SuperFight.
El 31 de julio de 2022, los hermanos Von Erich perdieron ante Mark & Jay Briscoe en el evento de pago por visión Ric Flair's Last Match en Nashville, Tennessee.
En diciembre de 2023, los hermanos harían sus apariciones debut para All Elite Wrestling (AEW) y su promoción hermana Ring of Honor (ROH), primero en la grabación de Rampage durante la segunda parte de Winter Is Coming 2023 de AEW (haciendo equipo con Orange Cassidy en una lucha exitosa de seis hombres), y luego en la Zero Hour durante Final Battle 2023, resultando ganadores. Tanto los combates de AEW como los de ROH se llevaron a cabo en el Metroplex de Dallas-Fort Worth, donde su abuelo, su padre y sus tíos eran leyendas locales.

## Vida personal
Son hijos del exluchador profesional Kevin Von Erich, lo que los convierte en miembros de la familia Von Erich. Su abuelo fue Fritz Von Erich y sus tíos fueron los luchadores profesionales David Von Erich, Kerry Von Erich, Mike Von Erich y Chris Von Erich. Son primos de la exluchadora profesional y actual promotora Lacey Von Erich.

## Campeonatos y logros
- Action Zone Wrestling

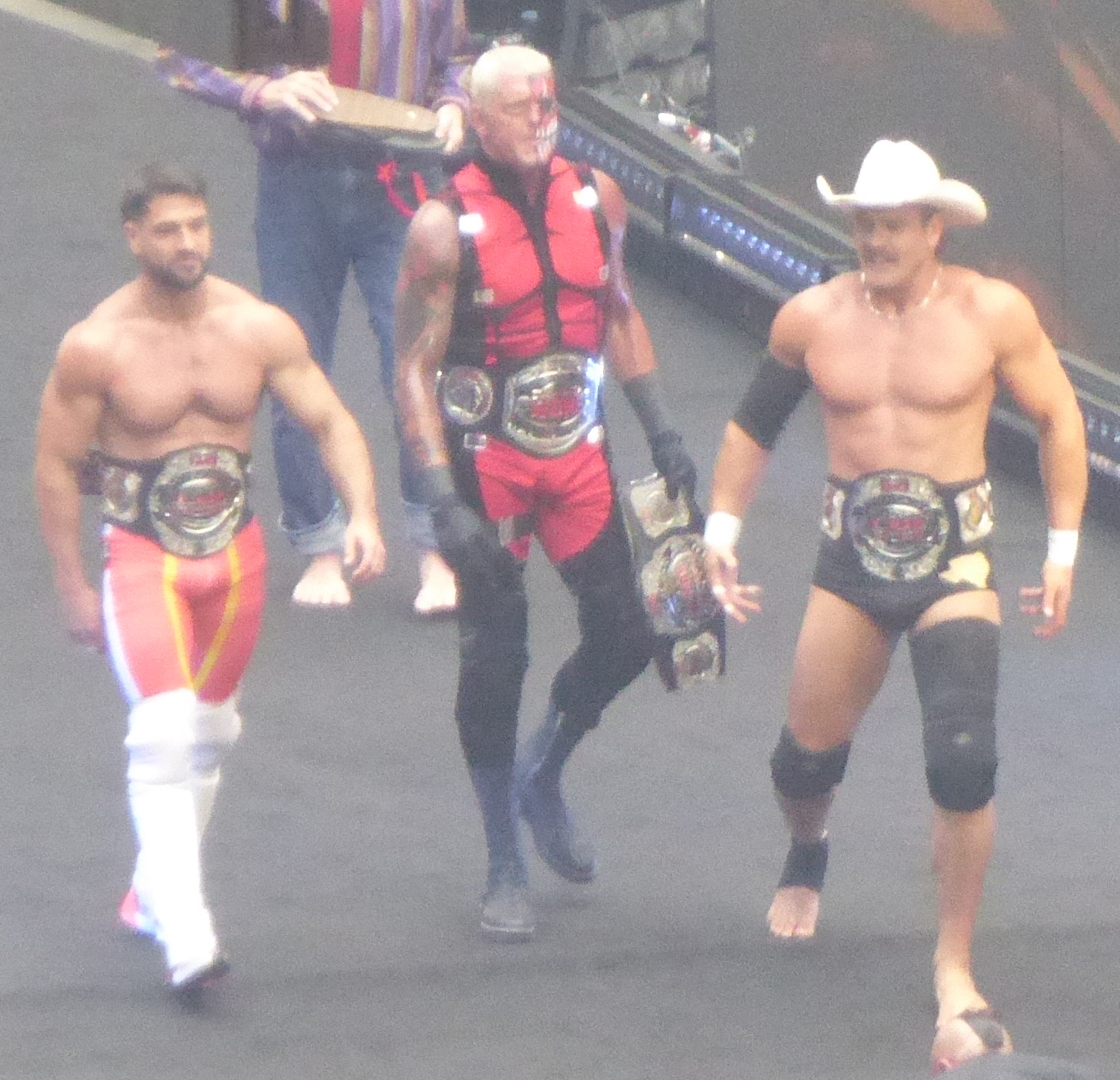
Ross y Marshall junto a Dustin Rhodes como Campeones Mundiales de Tríos de ROH en 2024.

  - AZW Tag Team Championship (1 vez) [14]
- Imperial Wrestling Revolutionl
  - IWR Tag Team Championship (1 vez) [15]
- Major League Wrestling
  - MLW World Tag Team Championship (1 vez) [16]
- Ring of Honor
  - ROH World Six-Man Tag Team Championship (1 vez, actual) - con Dustin Rhodes